# Jared Padalecki
Jared Tristan Padalecki (sinh ngày 19 tháng 7 năm 1982) sinh trưởng tại Texas và nổi tiếng sau dòng phim truyền hình năm 2000 có tựa đề "Gilmore Girls" và một số phim khác như "New York Minute" và "House of Wax". Padalecki được chú ý rất nhiều sau vai diễn Sam Winchester trong phim bộ Supernatural.

## Tiểu sử
Padalecki sinh ra tại San Antonio, Texas. Anh có gốc Ba Lan từ dòng máu cha mình.  Padalecki là anh lớn trong gia đình gồm 3 người con gồm có anh, Jeff và cô em gái Megan. Anh bắt đầu học diễn xuất năm 12 tuổi.

## Học tập
Anh học cấp ba tại trường Trung học James Madison ở San Antonio. Năm 1998, Padalecki và Chris Cardenas thắng giải vô địch toàn quốc tại Duo Interpretation. Padalecki thắng tại cuộc thi "Claim to Fame Contest" của hãng truyền hình FOX; sau đó anh gặp được quản lý của mình tại giải "Teen Choice Awards". Sau khi tốt nghiệp trung học năm 2000, thay vì dự định theo học tại đại học Texas, nhưng anh đã chuyển đến Los Angeles, California để theo đuổi sự nghiệp điện ảnh của mình.

## Công việc
Padalecki bắt đầu diễn xuất với một vai diễn nhỏ trong phim "A Little Inside" năm 1999; năm 2000, anh vào vai Dean Forester rất thành công trong "Gilmore Girls". Trong suốt những năm qua, anh đã tham gia một vài bộ phim truyền hình như "Silent Witness", "Close to Home" và ‘Ring of Endless Light". 
Padalecki được mời tham gia vai Sam Winchester trong bộ phim truyền hình của hãng WB (sau này chuyển sang CW) Supernatural. Sam và người anh em của mình là Dean (Jensen Ackles) rong ruổi khắp Hoa Kỳ để săn lùng những quái vật siêu nhiên, đôi lúc cùng đi với cha mình John (Jeffrey Dean Morgan) cho đến khi ông bị giết. Phần 6 của phim đã được khởi quay vào năm 2010, phim được quay tại Vancouver, British Columbia, Canada.
Padalecki dẫn chương trình trong phần dòng rùng rợn thực tế của hãng MTV mang tên ‘’Room 401" vốn đã bị dừng lại sau 8 tập không thành công.

## Đời sống riêng tư
Padalecki hẹn hò với nữ diễn viên Sandra McCoy, người cùng đóng với anh trong phim "Cry Wolf". Sau đó thì họ đã chia tay vào năm 2008.
Padalecki tổ chức đám cưới với nữ diễn viên cùng đóng trong phim Supernatural Genevieve Cortese vào 27 tháng 2 năm 2010. Hiện cô và anh đang sống tại Vancouver, Canada.. Họ có hai con trai, Thomas Colton và Shepherd.

## Sự nghiệp điện ảnh
| Năm       | Phim                                | Vai diễn                | Lưu ý                |
| --------- | ----------------------------------- | ----------------------- | -------------------- |
| 1999      | nolink                              | Matt Nelson             |                      |
| 2000      | Do Not Disturb                      | Sam                     | Phim truyền hình     |
| 2000-2005 | Gilmore Girls                       | Dean Forester           | 63 tập               |
| 2001      | Close to Home                       |                         | Phim truyền hình     |
| 2001      | ER                                  | Paul Harris             | Tập: "Piece of Mind" |
| 2002      | A Ring of Endless Light             | Zachery Gray            | Phim truyền hình     |
| 2003      | Young MacGyver                      | Clay MacGyver           | Phim truyền hình     |
| 2003      | Cheaper by the Dozen                | Kẻ bắt nạt              |                      |
| 2004      | New York Minute                     | Trey Lipton             |                      |
| 2004      | Flight of the Phoenix               | John Davis              |                      |
| 2005      | House of Wax                        | Wade                    |                      |
| 2005      | Cry Wolf                            | Tom                     |                      |
| 2005-2020 | Supernatural                        | Sam Winchester/ Lucifer | 241 tập              |
| 2007      | House of Fears                      | J.P.                    |                      |
| 2007      | Room 401                            | Chính mình              | Bị hủy sau 8 tập     |
| 2008      | Thomas Kinkade's Home for Christmas | Thomas Kinkade          |                      |
| 2009      | Friday the 13th                     | Clay Miller             |                      |